# Live in a Dive (Strung Out)
Live in a Dive is een livealbum van de Amerikaanse punkband Strung Out. Het is het vierde album uit de Live in a Dive-serie van Fat Wreck Chords en werd uitgegeven op 22 juni 2002. Het bijhorende cd-boekje bevat een klein stripboek dat is ontworpen en bedacht door frontman Jason Cruz en gekleurd door Nick Rubenstein.

## Nummers
1. Too Close To See - 4:08
2. Monster - 2:47
3. Ultimate Devotion - 3:13
4. The Kids - 3:31
5. Every Day - 2:18
6. Population Control - 2:37
7. Velvet Alley - 3:12
8. Bring Out Your Dead - 3:40
9. Rottin' Apple - 2:40
10. Klawsterfobia - 0:34
11. Lost Motel - 3:50
12. Razor Sex - 3:23
13. Support Your Troops - 2:04
14. Barfly - 4:05
15. Savant - 3:48
16. Exhumation of Virginia Madison - 3:06
17. In Harm's Way - 3:18
18. Don't Look Back - 3:08
19. Cult of The Subterranean - 3:56
20. Bark at the Moon - 3:45
21. Matchbook - 5:01

## Band
- Jason Cruz - zang
- Jake Kiley - gitaar
- Rob Ramos - gitaar
- Chris Aiken - basgitaar
- Jordan Burns - drums